# Норман (тауншип, округ Йеллоу-Медисин, Миннесота)
Норман (англ. Norman) — тауншип в округе Йеллоу-Медисин, Миннесота, США. На 2000 год его население составило 291 человек.

## География
По данным Бюро переписи населения США площадь тауншипа составляет 90,5 км², из которых 90,4 км² занимает суша, а 0,1 км² — вода (0,11 %).

## Демография
По данным переписи населения 2000 года здесь находились 291 человек, 105 домохозяйств и 84 семьи.  Плотность населения —  3,2 чел./км².  На территории тауншипа расположено 113 построек со средней плотностью 1,3 построек на один квадратный километр. Расовый состав населения: 97,94 % белых, 2,06 % — других рас США. Испанцы или латиноамериканцы любой расы составляли 2,06 % от популяции тауншипа.
Из 105 домохозяйств в 37,1 % воспитывались дети до 18 лет, в 74,3 % проживали супружеские пары, в 1,0 % проживали незамужние женщины и в 20,0 % домохозяйств проживали несемейные люди. 20,0 % домохозяйств состояли из одного человека, при том 8,6 % из — одиноких пожилых людей старше 65 лет. Средний размер домохозяйства — 2,77, а семьи — 3,19 человека.
29,6 % населения — младше 18 лет, 5,8 % — в возрасте от 18 до 24 лет, 27,5 % — от 25 до 44, 24,1 % — от 45 до 64, и 13,1 % — старше 65 лет. Средний возраст — 39 лет. На каждые 100 женщин приходилось 103,5 мужчин.  На каждые 100 женщин старше 18 приходилось 113,5 мужчин.
Средний годовой доход домохозяйства составлял 43 333 доллара, а средний годовой доход семьи —  45 000 долларов. Средний доход мужчин —  31 071  доллар, в то время как у женщин — 21 500. Доход на душу населения составил 16 936 долларов. За чертой бедности находились 2,3 % семей и 2,1 % всего населения тауншипа, из которых 9,1 % старше 65 лет.